# Сог'ял Рінпоче
Сог'ял Рінпоче (тибетська: བསོད་རྒྱལ་, Вайлі: Bsod-rgyal; 1947 — 28 серпня 2019) — тибетський лама Дзогчен. Він був визнаний втіленням тибетського майстра та святого-візіонера 19-го століття, Тертона Сог'яла Лераба Лінгпи. Сог'ял Рінпоче був засновником і колишнім духовним керівником Рігпа — міжнародної мережі з понад 100 буддійських центрів і груп у 23 країнах світу — і автором бестселера «Тибетська книга життя і смерті», який був надрукований 30 мовами в 56 країнах. До виходу на пенсію, після звинувачень у жорстокому поводженні у 2017 році, він 40 років викладав у Європі, Америці, Азії та Австралії.
Сог'яла Рінпоче звинуватили в сексуальному та фізичному насильстві, а також у зловживанні благодійними коштами, причому звинувачення сягають 1970-х років. У 2017 році Рігпа оголосила, що ці звинувачення будуть розслідувані сторонньою стороною, і зараз опубліковано звіт, який підтверджує більшість звинувачень. Соґ'ял Рінпоче не відповів на звіт, але заявив, що «я чітко розумію, що ніколи, ніколи, не діяв стосовно когось із мотивом егоїстичної вигоди чи шкідливих намірів».

## Фільмографія
Сог'ял Рінпоче з'явився у фільмі Бернардо Бертолуччі 1993 року «Маленький Будда» в ролі Кенпо Тензіна. Він знявся у фільмі Френка Квітановича «The Making of a Modern Mystic», знятому для BBC у 1993 році. Він також був предметом документального фільму німецького режисера Бориса Пента під назвою «Сог'ял Рінпоче: стародавня мудрість для сучасного світу» (Mitgefühl, Weisheit und Humor), який містить інтерв'ю з Джоном Клізом і колишнім прем'єр-міністром Тибету Самдхонгом Рінпоче. Прем'єра фільму відбулася на Міжнародному буддистському кінофестивалі в Лондоні у 2008 році і була показана на інших кінофестивалях по всьому світу. Він також фігурує в документальному фільмі Саші Меєровіца «Вчення про Міларепу» 2008 року. Його передбачувані сексуальні та духовні насильства обговорюються в німецько-французькому документальному фільмі ARTE 2022 року «Buddhismus: Missbrauch im Namen der Erleuchtung» («Буддизм: насильство в ім'я просвітлення») Елоді Емері та Вандриля Ланос.